# Joyce Howard
Pour les articles homonymes, voir Howard.
Joyce Howard (née le 22 février 1922 à Londres et morte le 23 novembre 2010 à Santa Monica, en Californie) est une actrice et femme de lettres britannique.

## Biographie
La carrière cinématographique de Joyce Howard, au cours de laquelle elle a partagé l'affiche à deux reprises avec James Mason, a duré de 1941 à 1950. Elle s'est ensuite lancée dans l'écriture de romans.
Après l'étude à la RADA, elle a été découverte par le réalisateur Anthony Asquith dans une pièce jouée au Théâtre d'Ambassade de Londres. Il a envoyé la jeune personne de 19 ans à la Radio de Liberté (en 1941) et la mit en vedette dans plusieurs rôles, notamment The Night Has Eyes ou They Met in the Dark.
Elle était aussi active dans le théâtre ; elle a notamment joué dans une représentation de Roméo et Juliette au Old Vic. Elle s'est produite partout à Londres durant la Deuxième Guerre mondiale, au moment où les Nazis bombardaient la ville.
En 1950, après 13 films, elle s'est plus ou moins retirée de la vie cinématographique pour agir pour élever ses trois enfants, qu'elle a eu avec Basil Sydney. Elle a écrit trois romans qui furent relativement bien reçus, Two Persons Singular (1960), A Private View (1961) et Going On (2000). Elle a aussi écrit des pièces de théâtre, y comme Broken Silence, qui a été produit par la BBC. Après son divorce de Sydney, Howard épouse un psychanalyste américain, Joel Shor, et part en Californie en 1964.
Bien que le couple se soit finalement séparé, Howard est resté en Californie. Pour soutenir sa famille dans sa condition de mère célibataire, elle s'est embarquée dans une troisième carrière comme un analyste d'histoire pour la télévision. Elle a été promue au cadre et rédactrice d'histoire à la Paramounts Pictures et à la Paramount TV, devenant finalement responsable de l'acquisition de propriété et le développement.
Elle a aussi continué à écrire pour la télévision et a écrit des traitements originaux pour certaines séries.
À la demande de la veuve d'Henry Miller, Howard a collaboré, édité et écrit une introduction aux Letters by Henry Miller à Hoki to Hoki Tokuda Miller (1986).

## Filmographie
- 1941 : Radio libre (Freedom Radio) d'Anthony Asquith : Elly
- 1941 : Love on the Dole de John Baxter : Helen
- 1942 : The Night Has Eyes (en), de Leslie Arliss : Marian Ives
- 1943 : They Met in the Dark (en) de Karel Lamač : Laura Verity
- 1943 : Femmes en mission (The Gentle Sex) de Leslie Howard : Anne Lawrence
- 1947 : Mrs. Fitzherbert (en) de Montgomery Tully : Maria Fitzherbert

## Œuvres littéraires
- 1960 : Two Persons Singular
- 1961 : A Private View
- 2000 : Going On